# Marc Behrenbeck
Marc Behrenbeck (* 8. April 1982 in Frankfurt am Main) ist ein deutscher Sportreporter und Spielerberater.

## Studium
Behrenbeck studierte Journalismus an der Hochschule Darmstadt und der Bournemouth Media School. Seinen MBA absolvierte er an der Universität St. Gallen und der Columbia University in New York.

## Beruf
Behrenbeck hat von 2011 bis März 2023 für den Pay-TV-Sender Sky gearbeitet. In dieser Funktion berichtete er live aus den Stadien und Arenen und war Chefreporter bei Sky Sport News. Er war außerdem verantwortlicher Reporter für die FIFA, UEFA, DFB und DFL und galt als Experte im Bereich Sportpolitik, Wirtschaft und Verbandswesen. Einer breiten Öffentlichkeit wurde er auch bekannt durch seine Berichterstattung rund um den FIFA- und DFB-Skandal. Dafür erhielt er mehrere Preise. Seit 2017 moderierte er gemeinsam mit Max Bielefeld die Sendung „Transfer Update“ und arbeitet als Transfer-Experte. Außerdem moderierte er Fußball-Spiele für Sky am Spielfeldrand und führte Interviews in der Bundesliga und der Champions League. Vor seiner Zeit bei Sky war er im Fußball- und Sportmanagement bei Red Bull und dem Formel-1-Team Red Bull Racing tätig und arbeitete als Reporter für das ZDF, die FAZ und Radio FFH. Behrenbeck berichtet ebenfalls seit Jahren aus den USA vom Super Bowl/NFL und aus der NBA. Für verschiedene deutsche Tageszeitungen schreibt er jede Woche seine Fußball-Kolumne „Behrenbecks Blick“. Im Frühjahr 2023 gab er seinen Abschied von Sky bekannt und arbeitet seitdem als Fußballmanager und Spielerberater in einer eigenen Agentur als Geschäftsführer.

## Unternehmer
2004 gründete er die Start-up-Agentur „Creative Concepts“, die später verkauft wurde. 2015 gründete er die Berliner Sport-Marketing-Agentur „Beyond“ und die Content-Agentur „Story“ und wurde Teilhaber eines digitalen Accelerators in Mailand/Italien. Außerdem investierte er mit der Firma „M Ventures“ in verschiedene Start Up-Unternehmen.

## Soziales Engagement
2015 gründete er gemeinsam mit einem Partner seine eigene Fußball-Hilfsorganisation „Soccare e. V.“.

## Musik und DJ
Früher war Behrenbeck unter seinem Zweitnamen „Ben“ vor allem in Hessen auch als Radio-DJ (u. a. Planet Radio) und Hip-Hop-Produzent tätig. Kommerziellen Erfolg hatte er mit der Musik-Produktion „Young Deenay“.

## Privat
Behrenbeck lebt in München und Frankfurt am Main. Er ist ledig. Früher war er mit der Radiomoderatorin Sarah von Neuburg liiert und der Schauspielerin Antonia Fuchs von Unter uns.
In der Jugend spielte er in der höchsten deutschen Spielklasse, diversen Jugendauswahlen und in der australischen Profiliga Fußball.  Außerdem war er Nachwuchstrainer in Offenbach und bei Eintracht Frankfurt.
Behrenbeck brachte 2006 ein Fachbuch zum Thema „Best Ager in den Medien“ heraus und verfasste einen Beitrag für die Schriftenreihe Medienwissenschaft zum Thema Formatradio.

## Publikationen
- Die Generation 50plus als Zielgruppe für neue Hörfunkangebote: Entwicklung des Formats „Best-Age-Infotainment“ (BAIT),  Kovac, J, 2007, ISBN 3-8300-3219-6